# Fetträsket
Fetträsket är en sjö i Storumans kommun i Lappland och ingår i Umeälvens huvudavrinningsområde. Sjön har en area på 0,351 kvadratkilometer och ligger 536,3 meter över havet.

## Delavrinningsområde
Fetträsket ingår i det delavrinningsområde (727370-150950) som SMHI kallar för Mynnar i Nedre Boksjön. Medelhöjden är 573 meter över havet och ytan är 9,53 kvadratkilometer. Räknas de 2 avrinningsområdena uppströms in blir den ackumulerade arean 49,93 kvadratkilometer. Järvbäcken som avvattnar avrinningsområdet har biflödesordning 3, vilket innebär att vattnet flödar genom totalt 3 vattendrag innan det når havet efter 337 kilometer. Avrinningsområdet består mestadels av skog (75 procent) och sankmarker (16 procent). Avrinningsområdet har 0,42 kvadratkilometer vattenytor vilket ger det en sjöprocent på 9,3 procent.